# Hans-Rolf Dräger
Hans-Rolf Günter Dräger (* 24. Dezember 1919 in Neuruppin; † 13. März 2017 in Kiel) war ein deutscher Lehrer.
Dräger war von 1959 bis 1985 Rektor der Theodor-Heuss-Schule in Kiel. Von 1972 war er Präsident der Schleswig-Holsteinischen Landessynode und nach der Gründung der Nordelbischen Kirche ab 1977 deren erster Synodenpräsident. Von 1974 bis 1979 war er Vorsitzender des bildungspolitischen Ausschusses der Evangelischen Kirche in Deutschland (EKD).

## Ehrungen
- 1982: Verdienstkreuz 1. Klasse der Bundesrepublik Deutschland
- 1992: Bugenhagenmedaille der Nordelbischen Kirche
- 1995: Ehrendoktor der Universität Kiel
- 2008: Großes Verdienstkreuz der Bundesrepublik Deutschland